# Вітряне (селище)
Вітряне (рос. Ветреный) — покинуте гірниче селище в Тенькінському районі Магаданської області Росії. Було центром Санга-Талонської сільради.

## Історія
Було засноване 1947 року в гирлі струмка Кварцовий при впадінні його в Колиму як нова база однойменної золотої копальні. Більшу частину жителів становили ув'язнені Теньлага. Селище будувалося повільно через важку транспортну доступність. Шлях до селища пролягав через складний Бутугичагський перевал, криги, безліч річок. Повноцінну дорогу сюди проклали тільки до кінця 1960-х рр.
Електропостачання Вітряного спочатку здійснювала локомобільна парова електростанція, що працювала на дровах, які заготовляли і сплавляли вище за течією Колими. Пізніше станцію було переведено на вугілля. У 1958 році селище і копальня перейшли на централізоване постачання електроенергії від Аркагалинської ГРЕС.
У 1954 році у Вітряному відкрилася початкова школа. Були також побудовані лікарня, клуб на 150 місць, перукарня, побутова майстерня. У селищі також стали базуватися дорожня дистанція № 4 Детринського ДЕУ і Вітрянська геологорозвідувальна партія. Діяла молочна ферма. Максимальна кількість жителів припала на 1962 рік і сягала 1000 осіб.
За 1 км від центру Вітряного знаходилося ще одне селище, яке фактично було його мікрорайоном — Стрілка. Однак у деяких документах воно відображене як окремий населений пункт. Тут знаходилися теплиці, корівник, конебаза, гараж, а також житлові будинки.
У 1980 році стало відомо, що Вітряне потрапляє в зону затоплення Колимського водосховища, мешканців стали переселяти в Усть-Омчуг і Мой-Уруста. У 1987 році воно було остаточно залишене і незабаром пішло під воду.
Офіційно селище Вітряне було виключено з облікових даних адміністративно-територіального поділу Магаданської області в 1994 році.